# Адмирал флоте Совјетског Савеза
Адмирал флоте Совјетског Савеза (рус. Адмирал Флота Советского Союза) је у пракси био највиши војни чин у морнарици Совјетског Савеза. Највиши чин у теорији је био генералисимус Совјетског Савеза, који је уведен за Стаљина, и он је био једина особа са овим чином. Еквивалент овом чину је чин маршала Совјетског Савеза.
Од маја 1945. до 3. маја 1955. године, чин „Маршал Совјетског Савеза“ је изједначен са чином Адмирал флоте. Чин Адмирал флоте Совјетског Савеза је уведен указом Президијума Врховног Совјета СССР од 1955. године, а укинут је 1991. године. Носиоци овог чина су добијали и „Маршалску звезду“. Етимолошки овај чин је сматран Маршалом морнарице и био је еквивалент америчком чину "Адмиралу морнарице Сједињених Америчких Држава".
По увођењу овог чина само два адмирала флоте Николај Кузњецов и Иван Исаков су унапређени у овај чин. За мање од годину дана Кузњецов је био 1956. године деградиран до чина вицеадмирала из политичких разлога (рехабилитован постхумно 1988. године) а Исаков је остао једини Адмирал флоте Совјетског Савеза све до своје смрти 1967. Адмирал флоте Сергеј Горшков је 1967. године унапређен као трећи и последњи Адмирал флоте Совјетског Савеза. Горшков је умро 1988. године и до распада Совјетског Савеза више није било унапређења у овај чин.
Године 1991. након распада Совјетског Савеза било је покушаја да се уведе чин "Адмирал флоте Руске Федерације" којим би се наставила традиција и који бих био еквивалент чину маршала Руске Федерације међутим то никад није остварено. Униформа са ознакама адмирала флоте Руске Федерације је по одбијању пројекта од 1993. године, поклоњена „Музеју оружаних снага“ Русије у Москви, и налази се поред униформе Генералисимуса Совјетског Савеза.

## Списак адмирала флоте Совјетског Савеза
- Николај Кузњецов (1902—1974), постављен 3. марта 1955. (деградиран до вицеадмирала 17. фебруара 1956. а рехабилитован 26. јула 1988)
- Иван Исаков (1894—1967), постављен 3. марта 1955.
- Сергеј Горшков (1910—1988), постављен 28. октобра 1967.